# Vårdö sjöräddningsstation

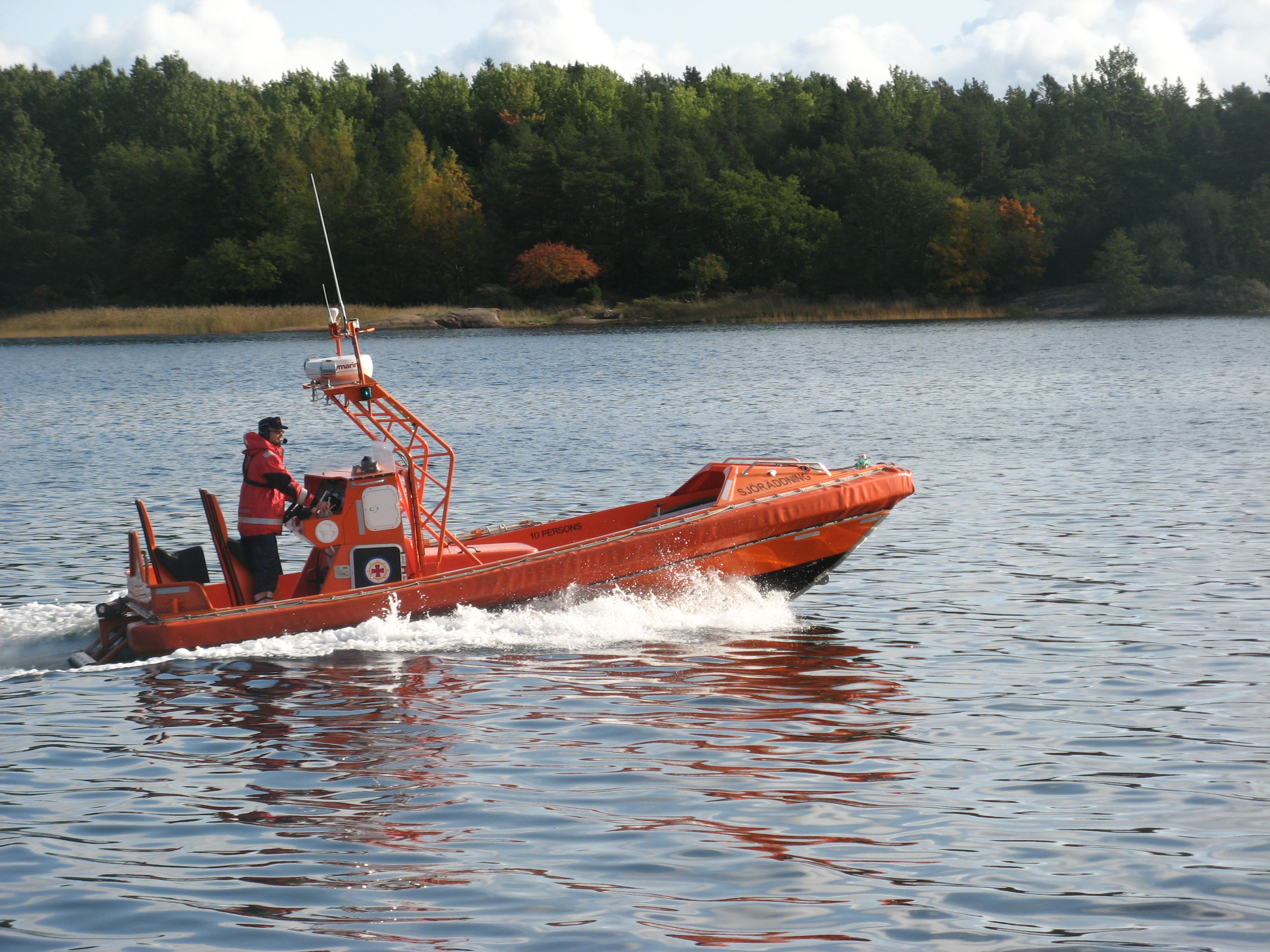
Rescue Stormskär

Vårdö sjöräddningsstation är en av de sex stationer för sjöräddningsfartyg på Åland, som drivs av Ålands Sjöräddningssällskap. Den ligger i Hummelvik i kommunen Vårdö
Vårdö sjöräddare grundades år 1997. Sjöräddningsstationen i Vårdö har omkring 15 frivilliga och fartyget Stormskär, som anskaffades 1998 med medel från Ålands Penningautomatförening. År 2001 blev ett båthus klart vid färjeläget i Hummelvik, vilket till stor del byggdes på talkoarbeten och med medel från Ålands Penningautomatförening. 
Sjöräddningsstationen har omkring 15 frivilliga engagerade.

## Fakta om Rescue Stormskär
- Tillverkare: Norsafe, Arendal, Norge
- Typ: Fast Rescue Boat Magnum 750
- Längd: 7,7 meter
- Bredd: 3,0 meter
- Motor: Yanmar 6
- Motoreffekt: 315 hk
- Framdrivning: Hamilton 241 vattenjet
- Marschfart: 29 knop
- Toppfart: 33 knop